# Jialing, Gansu
Jialing är en köping i nordvästra Kina. Den ligger i Hui härad i staden Longnan i provinsen Gansu, omkring 340 kilometer sydost om provinshuvudstaden Lanzhou. Antalet invånare är 9 957. Befolkningen består av 4 658 kvinnor och 5 299 män. Barn under 15 år utgör 15,0 %, vuxna 15-64 år 74 %, och äldre över 65 år 10,0 %.